# Еконт Експрес
Еконт е българско предприятие за куриерски, логистични и платежни услуги, както и електронна търговия. Предприятието започва своята дейност през 1993 г. в Русе. Превозва пратки на индивидуални и бизнес клиенти и предлага услугите си в България, Гърция и Румъния.

## История
На 13 юли 1993 г. Николай Събев и други двама бизнесмени от Карлово и Варна създават предшественика на Еконт – спедиторска фирма Еконт Транс. Тя оперира на вътрешни и международни пазари. Клиентите са предимно български фирми, които работят с руски и украински пазари.
През 1997 г. компанията получава лиценз за куриер, но започва куриерска дейност през 2000 г. Първоначално разполага с офиси в 6 града: Русе, София, Варна, Плевен, Бургас и Пловдив. До декември 2002 г. чрез фирмата са изпратени около 1588 пратки. Една година по-късно Еконт изпращат 79 533 пратки.
През 2004 г. Еконт отваря още офиси в страната.
През 2007 г. получава лиценз за предлагане на универсални пощенски услуги, а заедно с това и задачата да осигури покритие в цялата страна. През 2008 г. Николай Събев въвежда партньорска програма и компанията преминава през преход от франчайз към търговско партньорство.
През 2011 г. компанията успява да направи професията „куриер“ официално призната в България. Еконт разкрива и Център за професионално обучение (ЦПО), който е външно звено и е с близък модел до този на частното училище. Там могат да се обучават не само бъдещи кадри на Еконт, но и всички, които възнамеряват да бъдат куриери.
През 2017 г. годишните приходи на компанията възлизат на 145 млн. лв.
През 2019 г. генерален директор става Лора Събева, а името се променя от Еконт Експрес на Еконт.

## Услуги
Основните услуги са куриерски, пощенски, карго и международни. Компанията предлага и административни услуги и други решения за бизнеса и частния клиент.

### Куриерски
Изпращане на документи и пратки до всяка точка на България. Пратката се доставя на получателя на следващия работен ден. Изключение правят малките населени места, които се обслужват по график. Към основната куриерска услуга се предлагат допълнителни: Наложен платеж, Обратна разписка, Точен час, Разпореждане, Превоз с хладилна чанта, Споделяне на разноските и други.

### Пощенски
Еконт дава възможност за изпращане на препоръчани, непрепоръчани пощенски писма (до 2 кг) и пратки (до 20 кг), като те пристигат при получателите си на следващия работен ден. Изключение от това правило са населените места с обслужване по график. Към основната услуга за пощенски пратки може да се ползват допълнителни: Наложен платеж, Обратна разписка, Двупосочна пратка и други.

### Карго
Възможност за изпращане на по-обемни пратки с тегло от 1 до 10 тона. Услугата включва: непалетизирани пратки, карго палети и карго пратки с нестандартни размери.

### Международни
Освен в България Еконт извършва услуги и в Гърция и Румъния. Компанията изгражда мрежа от местни транспортни фирми извън България, с които е в партньорски отношения.

## Иновации
През 2002 г. компанията създава услугата Наложен платеж. Чрез нея вече не е нужно предплащане, за да се получи поръчаната стока. През 2002 г. се въвежда и услугата Разпореждане. Тя позволява да се променят условията за получаване на пратка – ден, час, адрес и други. През 2014 г. пробните стават задължителен елемент от офисите на Еконт.

### E-Econt
През 2006 г. се създава електронен кабинет e-Econt. В него могат да се подготвят документи на пратките онлайн и да се правят лесно справки. Това е виртуален транспортно-логистичен център, в който могат да се ползват различни услуги за управление на доставките.

### Интеграции и онлайн търговци
През 2006 г. онлайн търговците търсят начин да улеснят клиентите си, като организират доставките на пратки. Еконт разработва модули за интеграция и по този начин свързва платформите на онлайн магазините със своята. Поръчките нарастват и към 2011 г. Еконт работи с 3000 онлайн магазина.

### Еконтомати
През 2014 г. Еконт въвежда автоматизирани пощенски станции – Еконтомати. Те позволяват да се изпращат или получават пратки по всяко време на денонощието.

## Социална отговорност
През 2012 г. компанията създава Културен център Русе. Това е инициатива за споделяне и получаване на знания, която дава възможност на хора от България да организират събития и да реализират идеи, свързани със знанието. През 2014 г. започва партньорство с фондация Русе – град на свободния дух, което подкрепя проекти в областта на културата, образованието, науката и новите технологии. Резултатът от работата на двете институции води до отличие от годишните наградии на GEM България през 2016 г.

### Фондация Еконт
Фондация Еконт е създадена през 2017 г. Организацията работи със съмишленици, за да организира културни събития, обучения, семинари и други.

### Издателство BH
Издателство BH е създадено от Еконт, за да реализира издаването на книги, свързани с културно-историческото наследство на град Русе, или с негови жители, които са пионери в своята дейност. Сред издадените заглавия са: Русе в портрети на Младен Миланов, Опити за театрални профили на Емил Кьостебеков, Сградите – европейско културно наследство в Русе – авторски състав доц. Васил Дойков, Мариана Димитрова, както и РУСЕ в стари снимки, документи и потрети на Тодор Билчев, Йордан Борисов и д-р Надежда Цветкова.